# 森正弥
森 正弥（もり まさや、1975年 - ）は、株式会社博報堂DYホールディングスの執行役員であり CAIO (Chief AI Officer)、東北大学 特任教授。駿台甲府高校を経て、慶應義塾大学経済学部卒業。アクセンチュア株式会社、楽天株式会社の執行役員、また研究開発部門である楽天技術研究所の代表、デロイトトーマツグループのグループパートナーを経て現職。楽天においては、同研究所の未来ビジョンであるサード・リアリティの策定や講演活動、Ruby開発者 まつもとゆきひろとの共同研究等を行なっていた。
株式会社メルカリ R4Dアドバイザリーボードメンバー、情報処理学会 アドバイザリーボードメンバー、日本データベース学会理事、電子情報通信学会 データ工学研究会 専門委員、総務省スマート・クラウド研究会 ワーキンググループ構成員、Rubyアソシエーション評議員、経済産業省次世代高度IT人材モデルキャリア検討委員、企業情報化協会 常任幹事 ビッグデータ戦略的ビジネス活用コンソーシアム副委員長、データサイエンティスト育成委員会委員 を歴任。
2013年、日経BP社 IT Pro にて「世界を元気にする100人」に選出される。10月1日 日経産業新聞 40周年記念特集にて「若き40人の異才」に選出される。

## 著書
- 理大科学フォーラム  2009年5月号「特集データマイニング 『ウェブマイニングの課題と試み』」 （東京理科大、2009年） ISSN 1346-1206
- エコノミスト増刊  2010年8月9日号「巨大データ経済の勝者 『集合知 車や航空機の開発も世界の頭脳を活用する時代に』」 （毎日新聞社、2010年） ISSN 0013-0621
- 日経BP社出版局編『クラウド大全 The Complete Cloud Computing <サービス詳細から基盤技術まで>』（日経BP社、2009年） ISBN 978-4-8222-8388-9
- 森正弥著『ウェブ大変化 パワーシフトの始まり』（近代セールス社、2010年） ISBN 978-4-7650-1058-0
- ネイチャーインタフェイス  56号「特集クラウド時代のヘルスケアモニタリング 『医療クラウド』と『モニタリングクラウド』の実際とその先の『ヘルスケアクラウド』」 （ウェアラブル環境情報ネット推進機構、2012年） ISBN 978-4-901581-56-1
- 『大前研一 AI&フィンテック大全』（プレジデント社、2020年） ISBN 978-4833423311
- 『両極化時代のデジタル経営 ポストコロナを生き抜くビジネスの未来図』（ダイヤモンド社、2020年） ISBN 978-4478110270
- 『DTCからの提言 2022 パワー・オブ・トラスト 未来を拓く企業の条件』（ダイヤモンド社、2022年） ISBN 978-4478115206

### 公式サイト
- 森正弥 (masayamori) - note
- 森正弥 Twitterアカウント
- プロフェッショナル 森正弥
- Speaker Deck Masaya Mori 森正弥

### インタビュー・記事
- 楽天、「Web 3.0ではなく“サードリアリティ”を追求する研究所」について語る
- 楽天技術研究所　森代表インタビュー
- 「クラウドは人類社会の変革を加速」、楽天技術研究所 森所長
- 研究とビジネスの両立に潜む矛盾をどう解決するか。R4Dアドバイザリーボードメンバー・森正弥氏が語る
- 【研究者のあり方とは】元楽天技術研トップと企業研究所を徹底解剖